# Angèle Van Laeken
Angèle (Ukkel, 3 december 1995) – de artiestennaam  van Angèle Van Laeken – is een Franstalige Belgische singer-songwriter. Haar debuutalbum Brol kwam uit in oktober 2018. Met Tout Oublier brak Angèle een record in Wallonië als langst genoteerde nummer 1-hit door een Belgische artieste. De zangeres brak haar eigen record, door met het nummer Fever, een samenwerking met de Britse zangeres Dua Lipa 16 weken op 1 te staan in Wallonië, en 8 weken in Vlaanderen. Angèle werd geprezen door muziekcritci en kreeg doorheen haar carrière 12 MIA's en 5 Franse Victoires de la musique.

## Biografie

### Jeugd
Angèle groeide in Linkebeek op in een artistieke familie. Ze is de dochter van singer-songwriter Marka, bekend van onder meer de groep Allez Allez en actrice Laurence Bibot en de zus van de Brusselse rapper Roméo Elvis. Na haar geboorte schreef haar vader met Angèle een nummer over haar dat op diens album L'Idiomatic (1997) verscheen. Reeds op jonge leeftijd werd ze door haar vader aangemoedigd om piano te spelen.
Aanvankelijk werd ze naar een strenge, katholieke school gestuurd. Later maakte ze de overstap naar École Decroly, waar ze meer de kans kreeg om zich artistiek te ontwikkelen. Nadien sloot ze zich aan bij de Jazz Studio in Antwerpen voor een jazzopleiding.

### Doorbraak

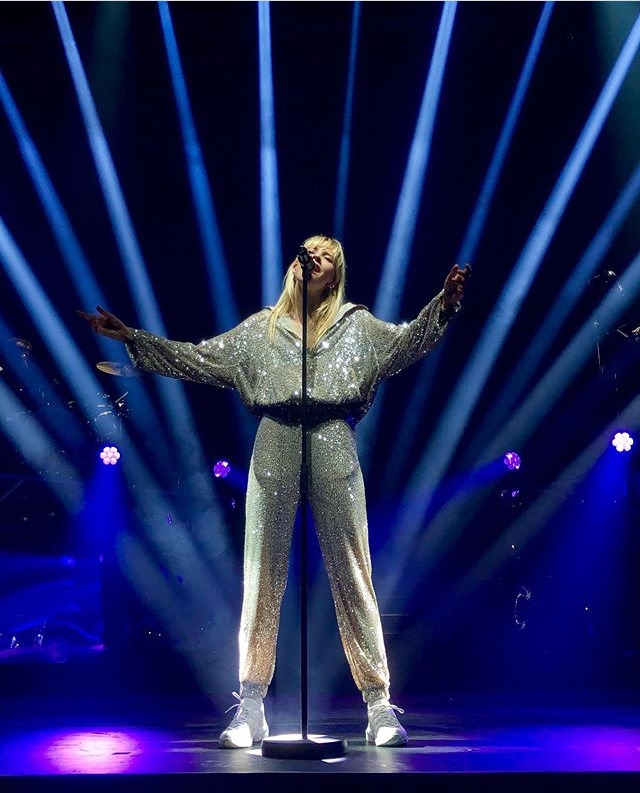
Angèle tijdens de Brol Tour in 2019

Angèle begon haar muzikale carrière met optreden in Brusselse cafés en als voorprogramma van de groep Ibeyi en de Franstalige rapper Damso. Met haar broer Roméo Elvis zong ze het nummer J'ai vu. Via haar Instagram-account verspreidde ze korte video's waarin ze een mix van muziek en humor bracht. Ze verwierf voor het eerst bekendheid met covers van nummers als Bruxelles van de Nederlandse zanger Dick Annegarn en Les amoureux des bancs publics van Georges Brassens.

### 2017–2020: Debuutalbum & Brol Tour
In 2017 debuteerde ze met de single La loi de Murphy (Nederlands: De Wet van Murphy), waarin ze in zowel het Frans als Engels zingt. De single kreeg in België een gouden status. De videoclip van het nummer werd in vier maanden tijd meer dan 5 miljoen keer bekeken op YouTube. Begin 2018 verscheen de Franstalige single Je veux tes yeux. De videoclips van beide liedjes werden geregisseerd door Belgische fotografe Charlotte Abramow.
In de zomer van 2018 trad ze op op verschillende Belgische festivals als Rock Werchter, Couleur Café en Dour. In juni 2018 bracht de zangeres met La thune een derde single uit, die enkele weken in de Vlaamse Ultratop 50 stond en in Wallonië haalde de single de top 10. Ook staan er samenwerkingen met Angèle op de albums van haar broer Roméo Elvis en die van rapper Damso, dit nummer Silence kon zelf de top 3 halen in de Franse streaming & download-lijst.
In oktober 2018 kwam het debuutalbum van Angèle uit, getiteld Brol. Hierop staan twaalf nummers, waaronder een samenwerking met haar broer Roméo Elvis (Tout Oublier), wat haar eerste nummer 1-hit werd in België en Frankrijk. Het album werd een groot succes in zowel België als het buitenland. Voor de lancering van het album opende de zangeres een pop-upshop in het Brusselse metrostation Rogier.
Om haar album te promoten ging Angèle op tournee door België, Luxemburg, Zwitserland en Frankrijk. Nadat Angèle twee keer de Ancienne Belgique kon vullen, besloot ze om nog een show bij te doen in Vorst Nationaal, in het voorjaar van 2019.
In februari 2019 verzilverde Angèle drie MIA's van haar zeven nominaties. Ze kreeg een trofee voor Best Artwork, Beste Vrouwelijke artieste en Beste Doorbraak. In Wallonië kon Angèle eerder al drie D6bels Music Awards krijgen ook voor Beste vrouwelijke artieste en Beste Album. Diezelfde maand was Angèle genomineerd voor twee Victoires de la Musique, de belangrijkste muziekprijzen van Frankrijk. De zangeres wist zowel de nominatie voor Beste videoclip als voor Beste doorbraakalbum te verzilveren.
In april 2019 bracht Angèle de vijfde single uit van haar debuutalbum Balance ton quoi, de single was een fanfavoriet en stond voordien al weken in de Franse hitlijsten. De titel van de single is gebaseerd op de hashtag Balancetonporc die gebruikt werd voor de #MeToo-campagne.
In het najaar van 2019 en begin 2020 gaf Angèle met haar Brol Tour concerten in het Brusselse Paleis 12 en de Antwerpse Lotto Arena. In Frankrijk trad ze op in de grote Zenith-zalen in diverse Franse steden als Rijsel, Parijs, Toulouse en Nancy. De zangeres sloot de tournee af met vier uitverkochte shows in de AccorHotels Arena. Begin 2020 werd Angèle de grote winnaar van de MIA's, ze verzilverde al haar vijf nominaties. Angèle won prijzen als Beste live act, Beste pop en Hit van het jaar voor Tout Oublier.
In november 2020 werd het nummer Fever uitgebracht, een duet met de Britse zangeres Dua Lipa. Het nummer stond wekenlang op 1 in Wallonië. Daarnaast wist Angèle een eerste nummer 1 te halen in Vlaanderen en in de Franse officiële hitlijst. Angèle werd ook uitgenodigd tijdens Lipa's livestream concert Studio 2054. Daar brachten ze het nummer voor het eerst samen.

### 2021-heden: Nonante-cinq
In november 2021 bracht Angèle de eerste single van haar tweede studioalbum uit, namelijk Bruxelles je t'aime, een ode aan haar geboortestad Brussel. Het nummer kwam meteen binnen in de top 5 van de Belgische hitlijsten. In Wallonië debuteerde het zelfs op één. Haar tweede studioalbum Nonante-Cinq, genoemd naar haar geboortejaar, kwam uit op 3 december, een week eerder dan gepland. Alvorens het album uitgebracht werd, maakte ze bekend opnieuw op tournee te gaan door zowel België als Frankrijk.  op 11 december 2021. Eind november 2021 verscheen Angèles eigen Netflix-documentaire, over haar persoonlijk leven. Ze gaf ook een intieme showcase, ten voordele van De Warmste Week.  Ook maakte Angèle haar opwachting in vier shows van Dua Lipa's Future Nostalgia Tour. In Londen trad ze aan als voorprogramma. In april 2022 werd Angèle bekroond met drie MIA's. Het was de tweede keer dat ze de prijs voor Hit van het jaar mee naar huis nam, dit keer voor Fever met Dua Lipa. 
Eind 2022 stond de zangeres voor het eerst solo in de zowel de grootste arena van België (Sportpaleis) als van Frankrijk (Paris La Défense Arena). In die laatste werd door hoge populariteit nog een tweede show toegevoegd, wat maakt dat in totaal 70.000 mensen de Parijse show meemaakten. Ook ging ze met de Nonante-Cinq Tour voor het eerst naar de Verenigde Staten en het Verenigd Koninkrijk.
In 2023 stond ze onder andere op Coachella in Californië, en was ze headliner op het Belgische Pukkelpop. Daarna nam Angèle een muzikale pauze. In juli 2024 stond de zangeres wel als gastartiest op de Olympische Zomerspelen 2024 in Parijs. Ze zong het nummer Nightcall met de producer Kavinsky en de Franse band Phoenix.

## Muzikale invloeden en stijl
Angèle zingt zowel in het Frans als het Engels. Haar muzikale voorbeelden zijn uiteenlopend. Zo verklaarde ze beïnvloed te worden door artiesten als Stromae, Christine and the Queens, Ella Fitzgerald, maar ook haar eigen moeder en Hélène Ségara en Imhotep Vandeputte. In maart 2019 was Hélène Ségara de gastzangeres tijdens haar Brol Tour in de bekende concertzaal de Olympia, in Parijs.

## Tournees
Hoofdact:
- Brol Tour (2018–2020)
- Nonante-Cinq Tour (2022)

Openingsact:
- Damso - Ipséité Tour (2017)
- Dua Lipa - Future Nostalgia Tour (2022)

## Discografie

### Albums
| Album met hitnotering(en) in de Vlaamse Ultratop 200 albums | Datum van verschijnen | Datum van binnenkomst | Hoogste positie | Aantal weken | Opmerkingen |
| ----------------------------------------------------------- | --------------------- | --------------------- | --------------- | ------------ | ----------- |
| Brol                                                        | 05-10-2018            | 13-10-2018            | 1 (1wk)         | 266          | 7x platina  |
| Nonante-Cinq                                                | 03-12-2021            | 10-12-2021            | 3               | 69           | 2x Platina  |

### Singles
| Single met eventuele hitnotering(en) in de Nederlandse Top 40 | Datum van verschijnen | Datum van binnenkomst | Hoogste positie | Aantal weken | Opmerkingen  |
| ------------------------------------------------------------- | --------------------- | --------------------- | --------------- | ------------ | ------------ |
| Fever                                                         | 30-10-2020            | 07-11-2020            | tip26           |              | met Dua Lipa |

| Single met hitnotering(en) in de Vlaamse Ultratop 50 | Datum van verschijnen | Datum van binnenkomst | Hoogste positie | Aantal weken | Opmerkingen                                             |
| ---------------------------------------------------- | --------------------- | --------------------- | --------------- | ------------ | ------------------------------------------------------- |
| La loi de Murphy                                     | 23-10-2017            | 25-11-2017            | 22              | 11           | Platina Nr. 23 in de Radio 2 Top 30                     |
| Je veux tes yeux                                     | 29-01-2018            | 03-03-2018            | 25(2wk)         | 8            | Goud Nr. 20 in de Radio 2 Top 30                        |
| La thune                                             | 18-06-2018            | 28-07-2018            | 39              | 5            | Platina                                                 |
| Tout Oublier                                         | 05-10-2018            | 20-10-2018            | 6               | 29           | 3x Platina / Met Roméo Elvis Nr. 2 in de Radio 2 Top 30 |
| Balance ton quoi                                     | 01-03-2019            | 06-04-2019            | 13              | 22           | 4x Platina Nr. 1 in de Radio 2 Top 30                   |
| Flou                                                 | 05-07-2019            | 28-09-2019            | 20              | 8            | Platina Nr. 9 in de Radio 2 Top 30                      |
| Perdus                                               | 11-10-2019            | 19-10-2019            | tip15           | -            |                                                         |
| Oui ou non                                           | 08-11-2019            | 23-11-2019            | 9               | 21           | 2x Platina Nr. 3 in de Radio 2 Top 30                   |
| S'en aller                                           | 31-01-2020            | 22-02-2020            | tip             | -            | Met Swing                                               |
| Fever                                                | 30-10-2020            | 07-11-2020            | 1(8wk)          | 29           | 3x Platina / met Dua Lipa Nr. 1 in de Radio 2 Top 30    |
| Bruxelles je t'aime                                  | 22-10-2021            | 30-10-2021            | 3               | 24           | 2x Platina / Nr. 1 in de Radio 2 Top 30                 |
| Libre                                                | 27-04-2022            | 30-04-2022            | 19              | 9            | Platina / Nr. 10 in de Radio 2 Top 30                   |
| Amour, haine & danger                                | 29-09-2022            | 22-10-2022            | 45              | 1            |                                                         |
| Nightcall                                            | 21-09-2024            | 29-09-2024            | 18              | 13           | Goud / met Phoenix en Kavinsky                          |

## Prijzen en nominaties
| Jaar | Awardshow                    | Award                           | Nominatie                         | Resultaat   | Referentie    |
| ---- | ---------------------------- | ------------------------------- | --------------------------------- | ----------- | ------------- |
| 2018 | Red Bull Elektropedia Awards | Artist of the year              | Angèle                            | Gewonnen    | [ 24 ]        |
| 2018 | Red Bull Elektropedia Awards | Doorbraak / Producer            | Angèle                            | Gewonnen    | [ 24 ]        |
| 2018 | Red Bull Elektropedia Awards | Beste nummer                    | "Je veux tes yeux"                | Gewonnen    | [ 24 ]        |
| 2018 | Red Bull Elektropedia Awards | Beste nummer                    | La loi de Murphy                  | Genomineerd | [ 24 ]        |
| 2018 | Red Bull Elektropedia Awards | Beste video                     | La loi de Murphy Je veux tes yeux | Genomineerd | [ 24 ]        |
| 2018 | D6bels Music Awards          | Album van het jaar              | "Brol"                            | Gewonnen    | [ 25 ]        |
| 2018 | D6bels Music Awards          | Beste vrouwelijke artieste      | Angèle                            | Gewonnen    | [ 25 ]        |
| 2018 | D6bels Music Awards          | Franstalig nummer               | Angèle                            | Gewonnen    | [ 25 ]        |
| 2018 | D6bels Music Awards          | Concert                         | Angèle                            | Genomineerd | [ 26 ]        |
| 2018 | D6bels Music Awards          | Muzikant                        | Angèle                            | Genomineerd | [ 26 ]        |
| 2018 | D6bels Music Awards          | Componist                       | Angèle                            | Genomineerd | [ 26 ]        |
| 2018 | D6bels Music Awards          | Videoclip                       | "La thune"                        | Genomineerd | [ 26 ]        |
| 2018 | D6bels Music Awards          | Hit van het jaar                | "La loi de Murphy"                | Genomineerd | [ 26 ]        |
| 2018 | Music Industry Awards 2018   | Beste album                     | "Brol"                            | Genomineerd | [ 27 ]        |
| 2018 | Music Industry Awards 2018   | Beste artwork                   | "Brol"                            | Gewonnen    | [ 28 ]        |
| 2018 | Music Industry Awards 2018   | Beste componist                 | Angèle                            | Genomineerd | [ 27 ]        |
| 2018 | Music Industry Awards 2018   | Doorbraak van het jaar          | Angèle                            | Gewonnen    | [ 28 ]        |
| 2018 | Music Industry Awards 2018   | Beste vrouwelijke solo artieste | Angèle                            | Gewonnen    | [ 28 ]        |
| 2018 | Music Industry Awards 2018   | Beste pop                       | Angèle                            | Genomineerd | [ 27 ]        |
| 2018 | Music Industry Awards 2018   | Beste videoclip                 | "La loi de Murphy"                | Genomineerd | [ 27 ]        |
| 2018 | Humo's Pop Poll              | Beste zangeres (nationaal)      | Angèle                            | Gewonnen    | [ 29 ]        |
| 2018 | Weik van 't Brussels         | Brusselaar van het jaar         | Angèle                            | Gewonnen    | [ 30 ]        |
| 2019 | Red Bull Elektropedia Awards | Artist of the year              | Angèle                            | Genomineerd | [ 31 ]        |
| 2019 | Red Bull Elektropedia Awards | Beste Live Act                  | Angèle                            | Genomineerd | [ 31 ]        |
| 2019 | Red Bull Elektropedia Awards | Beste videoclip                 | Balance ton quoi                  | Gewonnen    | [ 31 ]        |
| 2019 | Victoires de la musique      | Beste doorbraak album           | "Brol"                            | Gewonnen    | [ 32 ] [ 33 ] |
| 2019 | Victoires de la musique      | Audiovisuele creatie            | "Tout Oublier"                    | Gewonnen    | [ 32 ] [ 33 ] |
| 2019 | NRJ Music Awards             | Beste Duo                       | Angèle & Roméo Elvis              | Genomineerd |               |
| 2019 | NRJ Music Awards             | Beste Franstalige artieste      | Angèle                            | Gewonnen    |               |
| 2019 | NRJ Music Awards             | Beste Franstalig nummer         | Tout Oublier                      | Gewonnen    |               |
| 2019 | NRJ Music Awards             | Beste clip                      | Tout Oublier                      | Genomineerd |               |
| 2019 | D6bels Music Awards          |                                 |                                   |             |               |
| 2019 | Beste vrouwelijke artieste   | Angèle                          | Gewonnen                          |             |               |
| 2019 | Beste live act               | Angèle                          | Gewonnen                          |             |               |
| 2019 | Franstalig nummer            | Angèle                          | Gewonnen                          | [ 34 ]      |               |
| 2019 | Beste videoclip              | Balance ton quoi                | Gewonnen                          |             |               |
| 2019 | Hit van het jaar             | Balance ton quoi Tout Oublier   | Genomineerd                       | [ 35 ]      |               |
| 2019 | Music Industry Awards 2019   | Hit van het jaar                | Tout Oublier                      | Gewonnen    | [ 36 ]        |
| 2019 | Music Industry Awards 2019   | Beste videoclip                 | Balance ton quoi                  | Gewonnen    | [ 36 ]        |
| 2019 | Music Industry Awards 2019   | Beste vrouwelijke artieste      | Angèle                            | Gewonnen    | [ 36 ]        |
| 2019 | Music Industry Awards 2019   | Beste live Act                  | Angèle                            | Gewonnen    |               |
| 2019 | Music Industry Awards 2019   | Beste pop                       | Angèle                            | Gewonnen    |               |
| 2019 | Victoires de la musique      | Beste vrouwelijke artieste      | Angèle                            | Genomineerd |               |
| 2019 | Victoires de la musique      | Beste tournee                   | "Brol Tour"                       | Gewonnen    |               |
| 2019 | Victoires de la musique      | Beste audiovisuele creatie      | "Balance ton quoi"                | Genomineerd |               |
| 2019 | Ultratop Streaming Award     | Meest gestreamde lokale nummer  | "Balance ton quoi"                | Gewonnen    | [ 37 ]        |
| 2019 | Ultratop Streaming Award     | Meest gestreamde lokale artiest | Angèle                            | Gewonnen    | [ 37 ]        |
| 2019 | Ultratop Streaming Award     | Meest gestreamde lokale album   | Brol                              | Gewonnen    | [ 37 ]        |
| 2020 | MTV Europe Music Awards      | Best Belgian Act                | Angèle                            | Gewonnen    | [ 38 ]        |
| 2020 | Red Bull Elektropedia Awards | Beste videoclip                 | Oui ou non                        | Genomineerd | [ 39 ]        |
| 2021 | UK Music Video Awards        | Best Color Grading in a Video   | Fever                             | Genomineerd |               |
| 2021 | Humo's Pop Poll              | Beste zangeres (nationaal)      | Angèle                            | Gewonnen    |               |
| 2021 | Music Industry Awards 2021   | Hit van het jaar                | Oui ou non                        | Genomineerd | [ 36 ]        |
| 2021 | Music Industry Awards 2021   | Hit van het jaar                | Fever                             | Gewonnen    | [ 36 ]        |
| 2021 | Music Industry Awards 2021   | Beste vrouwelijke artieste      | Angèle                            | Gewonnen    | [ 36 ]        |
| 2021 | Music Industry Awards 2021   | Beste auteur/componist          | Angèle                            | Genomineerd | [ 36 ]        |
| 2021 | Music Industry Awards 2021   | Beste pop                       | Angèle                            | Gewonnen    | [ 36 ]        |
| 2021 | Music Industry Awards 2021   | Beste videoclip                 | Bruxelles je t'aime               | Genomineerd | [ 36 ]        |
| 2022 | Victoires de la musique      | Beste audiovisuele creatie      | Bruxelles je t'aime               | Genomineerd | [ 40 ]        |
| 2022 | Victoires de la musique      | Beste originele nummer          | Bruxelles je t'aime               | Genomineerd | [ 40 ]        |
| 2022 | NRJ Music Awards             | Beste Franstalige samenwerking  | Démons                            | Genomineerd |               |
| 2022 | NRJ Music Awards             | Beste Franstalige videoclip     | Démons                            | Genomineerd |               |
| 2022 | NRJ Music Awards             | Beste Franstalige artieste      | Angèle                            | Gewonnen    |               |
| 2022 | Music Industry Awards 2022   | Hit van het jaar                | Bruxelles je t'aime               | Genomineerd | [ 36 ]        |
| 2022 | Music Industry Awards 2022   | Beste pop                       | Angèle                            | Genomineerd | [ 36 ]        |
| 2022 | Music Industry Awards 2022   | Beste vrouwelijke artieste      | Angèle                            | Genomineerd | [ 36 ]        |
| 2022 | Music Industry Awards 2022   | Beste auteur / componist        | Angèle                            | Genomineerd | [ 36 ]        |
| 2022 | Music Industry Awards 2022   | Beste muzikant                  | Angèle                            | Genomineerd | [ 36 ]        |
| 2022 | Music Industry Awards 2022   | Beste album                     | Nonante-Cinq                      | Genomineerd | [ 36 ]        |
| 2022 | Music Industry Awards 2022   | Beste artwork                   | Nonante-Cinq                      | Genomineerd | [ 36 ]        |
| 2023 | Victoires de la musique      | Album van het jaar              | Nonante-Cinq                      | Genomineerd |               |
| 2023 | Victoires de la musique      | Meest gestreamde album          | Nonante-Cinq                      | Gewonnen    |               |
| 2023 | Victoires de la musique      | Beste vrouwelijke artiest       | Angèle                            | Gewonnen    |               |
| 2023 | Music Industry Awards 2023   | Beste videoclip                 | Sunflower                         | Gewonnen    | [ 36 ]        |